# Torre de Mangana
La torre de Mangana es un edificio de la ciudad española de Cuenca, con el estatus de bien de interés cultural, en la categoría de monumento, desde 2001.
Como un monumento de larga historia, ha tenido varias modificaciones a lo largo del tiempo.

## Historia
La primera torre de Mangana era de planta cuadrada, y se conoce gracias al pintor Antón Wyngaerde; aunque en el dibujo que dejó de ella (1565) no aparecen la cruz y la veleta de hierro que, en 1532, el rejero Esteban Limosín puso en el chapitel que cerraba la torre, y que estaba recubierto de hojalata. 
Hay constancia de que, a fines del siglo XVI, el arquitecto Juan Andrea Rodi ejecutó unas obras en la torre; pero ni éstas ni otras obras realizadas posteriormente alteraron su fisonomía pues, según podemos observar estudiando la vista que de la ciudad realizó Juan Llanes y Massa en el siglo XVIII, la torre era igual a la que dos siglos antes dibujara Wyngaerde. 
La caída de un rayo a fines del siglo XVIII y la venida de los franceses a principios del XIX motivaron la intervención del arquitecto Mateo López, que se ocupó de reparar los importantes daños que por estos dos sucesos había sufrido la torre. 
Durante la segunda mitad del siglo XIX, se decidió cambiar el remate de la torre; el cual, a pesar de las restauraciones, nos consta que en 1862 estaba en un pésimo estado. 
En 1926, la fisonomía de la torre cambiará notablemente, con la reforma que el arquitecto Fernando Alcántara llevó a cabo dentro de un estilo neomudéjar, ajeno al monumento. Suprimió el chapitel y, en su lugar, puso un pequeño cuerpo de campanas, de planta cuadrada, que cubrió con un cupulín. Las paredes fueron revestidas con una decoración rica y colorista en yeso, inspirada en motivos islámicos, principalmente norteafricanos; mientras que las almenas escalonadas que remataban la torre nos remiten a la mezquita cordobesa. 
Pero esta pintoresca y exótica torre neomudéjar no habría de ser la definitiva: Mangana volvió a ser nuevamente remodelada en 1970. Con esta restauración se pretendía, según se hace constar en la memoria del proyecto, dignificar una torre que, aunque no se podía considerar un monumento artístico de primer orden, tenía una gran importancia para Cuenca, pues se había convertido en uno de sus símbolos. 
Dignificarla significó robustecerla, en este caso. El proyecto que en 1968 realizó Víctor Caballero, supuso encastillar la torre y darle un carácter fortificado y defensivo que como parte de la vieja muralla, había tenido en su origen. Caballero dotó a la construcción de un potentísimo matacán, y la remató sin tejado; con lo que colocó en difícil competencia el nuevo aire compacto cobrado por la torre con sus genuinas características de fragilidad y esbeltez. Diversas opiniones se han manifestado respecto de su restauración, pero es evidente que el monumento ha ganado notoriedad pública y se ha convertido en lugar obligado de visita de la ciudad.

## Fuente
- Este artículo incluye contenido derivado de una disposición relativa al proceso de protección, incoación o declaración de un bien cultural o natural publicada en el BOE n.º 294 el 9 de diciembre de 1997 (texto), el cual está libre de restricciones conocidas en virtud del derecho de autor de conformidad con lo dispuesto en el artículo 13 de la Ley de Propiedad Intelectual española.